# Takeshi Obata
Takeshi Obata (小畑 健?, Obata Takeshi; Niigata, 11 febbraio 1969) è un fumettista e character designer giapponese. È stato il disegnatore di molti manga famosi come Hikaru no go, Death Note, Bakuman e Platinum End.
Lavora spesso in coppia con altri autori, che si occupano di trama e sceneggiatura, riservandosi la parte grafica. Lo stile di Obata si caratterizza per la cura quasi maniacale del disegno, ricco di dettagli e dal tratto molto delicato, venendo inoltre considerato uno dei migliori disegnatori di manga shōnen.

## Biografia
Nasce a Niigata l'11 febbraio 1969. Da sempre amante del disegno, già dal liceo aveva intenzione di diventare mangaka facendosi aiutare da un amico che gli scriveva delle sceneggiature poi adattate in un manga da Obata. Inizia la sua carriera di mangaka a 16 anni vincendo il 30º premio Tezuka con 500 konen no shinwa. Dopo un periodo in cui ha fatto da assistente ad altri mangaka, nell'aprile 1989 pubblica la sua prima serie sulla rivista Weekly Shōnen Jump intitolata Cybernonno G sotto lo pseudonimo Shigeru Hijikata (土方茂?) dove si è occupato sia della sceneggiatura sia dei disegni. Durante il periodo della serializzazione andò più volte in affanno nel pensare a come sviluppare la storia del manga arrivando ad evitare le chiamate del suo editore. La serie si è poi conclusa dopo 31 capitoli raccolti in 4 volumi. La serie successiva segnerà l'inizio delle sue numerose collaborazioni con altri sceneggiatori: nel 1991 disegna Arabian majin bokentan Lamp Lamp in collaborazione con Susumu Sendo mentre nel 1992 Chikarabito densetsu - Oni wo tsugu mono in collaborazione con Masaru Miyazaki, entrambe pubblicate su Shōnen Jump. Nel 1995 è il disegnatore di Karakuri zoshi ayatsuri Sakon, sceneggiato da Sharakumaru (pseudonimo di Masaru Miyazaki), che verrà in seguito adattato in un anime da 26 episodi da TMS Entertainment sul canale satellitare WOWOW nel 1999.
In collaborazione con Yumi Hotta, che si è occupato della sceneggiatura, e con la supervisione di Yukari Umezawa, 5° dan di go, pubblica sulla rivista Weekly Shōnen Jump il manga Hikaru no go grazie al quale ha vinto lo Shogakukan Manga Award nel 2000 e il Premio culturale Osamu Tezuka nel 2003. La serie è una delle più famose dell'autore, avendo superato 23.000.000 di copie vendute al 2008 ed ottenendo anche un anime di 75 episodi animato dalla Pierrot. Poco dopo la fine di Hikaru no go, nel dicembre 2003, ancora sulla rivista Shōnen Jump, inizia Death Note in collaborazione con Tsugumi Ōba, che si è occupata della sceneggiatura, e poi concluso nel maggio 2006. La serie ha ottenuto un successo planetario, con 26.5 milioni di copie vendute in Giappone, un anime e diversi film live-action. Della stessa serie ha disegnato anche il capitolo autoconclusivo presente nel volume 13 ed un capitolo speciale uscito nel 2008 su Shōnen Jump. Nel 2007 ha collaborato con Tsuneo Takano per l'adattamento manga del videogioco Blue Dragon, intitolato Blue Dragon Ral Ω Grad, conclusosi dopo 29 capitoli e 4 tankōbon; nei mesi successivi ha collaborato con Masanori Morita e Nisio Isin per due storie autoconclusive, apparse rispettivamente su Jump Square e Shonen Jump, intitolate Hello Baby e Urooboe Uroboros. Nel 2008 è stato incaricato di realizzare i character design per il videogioco Castlevania Judgement. Viene inoltre nominato per l'edizione del 2008 dell'Eisner Award per il suo lavoro su Death Note ed Hikaru no go.
Nell'agosto dello stesso anno Obata comincia la nuova serie Bakuman., nuovamente assieme ad Ōba ed anch'essa pubblicata su Shonen Jump e conclusa nel 2012. Il manga è stato trasposto anche in anime, dove Obata ha aiutato lo studio a disegnare i vari manga che appaiono nella serie. Torna nel ruolo di disegnatore nel 2014 quando, insieme al collega Ryosuke Takeuchi, adatta la novel All You Need Is Kill in un manga pubblicato su Weekly Young Jump dal 9 gennaio fino al 29 maggio. Torna sulla rivista Shōnen Jump collaborando con Enoki Nobuaki al manga Gakkyū Hōtei, serializzato da dicembre 2014 a maggio 2015. Torna a collaborare con Tsugumi Ōba da novembre 2015 con la serie Platinum end, pubblicata sulla rivista mensile Jump SQ.

## Stile ed influenze
Durante la serializzazione di Hikaru no go, Obata si è confrontato col luogo comune secondo cui il go sia solo un gioco per vecchi, decidendo così di rappresentare il personaggio principale come un ragazzino sempre sorridente che potesse fare da tramite tra il gioco e il lettore. Inoltre, per raffigurare al meglio le scene di una partita di go, ha fatto numerose ricerche per disegnare al meglio ogni singolo dettaglio del gioco. In Death Note ha fatto molto uso del nero, creando contrasti molto netti per far spiccare la natura oscura dell'opera. 
Durante Bakuman. ha modificato lo stile di disegno, inizialmente più realistico, verso il deformed a causa della gran quantità di dialoghi e di vignette da disegnare. Per disegnare i personaggi realistici sceneggiati da Ōba in Bakuman. si è ispirato alle persone del mondo dei manga che conosce estremizzandone pregi e difetti per adattarli ad un manga, mentre per disegnare i manga presenti nell'opera cerca sempre di cambiare stile di disegno per diversificarli tra loro.
È stato molto influenzato da Cyborg 009 di Shōtarō Ishinomori, che ha letto più e più volte quando era piccolo.

## Opere

### Serie
- Cybernonno G (1989)
- Arabian majin bokentan Lamp Lamp (1991) in collaborazione con Susumu Sendo
- Chikarabito densetsu - Oni wo tsugu mono (1992) in collaborazione con Masaru Miyazaki
- Karakuri zoshi ayatsuri Sakon (1995) in collaborazione con Masaru Miyazaki
- Hikaru no go (1998-2003) in collaborazione con Yumi Hotta e Yukari Umezawa
- Death Note (2003-2006) in collaborazione con Tsugumi Ōba
- Blue Dragon Ral Ω Grad (2007) in collaborazione con Tsuneo Takano
- Bakuman. (2008-2012) in collaborazione con Tsugumi Ōba
- All You Need Is Kill (2014) in collaborazione con Ryosuke Takeuchi
- Gakkyū Hōtei (2014-2015) in collaborazione con Nobuaki Enoki
- Platinum End (2015-2021) in collaborazione con Tsugumi Ōba
- Show-ha Shoten! (2021-in corso) in collaborazione con Akinari Asakura

### Storie brevi
- 500 konen no shinwa (1985)
- Hajime (2003) in collaborazione con Otsuichi
- Hello Baby (2007) in collaborazione con Masanori Morita
- Urooboe Uroboros (2008) in collaborazione con Nisio Isin

### Altro
- Sai (2002) illustration book di Hikaru no go
- Yoshitsune Ki (2005) character design
- Blanc et Noir (2006) illustration book
- Castlevania Judgment (2009) character design
- Charaman (2010) character book di Bakuman.